# Irena Krońska
Irena Krońska, z d. Krzemicka (ur. 6 marca 1915 we Lwowie, zm. 16 stycznia 1974 w Warszawie) – polska filozof, filolog klasyczna, tłumaczka. Żona Tadeusza Krońskiego.

## Życiorys
Ukończyła studia na Uniwersytecie Jana Kazimierza we Lwowie, gdzie studiowała filologię klasyczną pod kierunkiem Ryszarda Gansińca (1933–1937) oraz filozofię pod kierunkiem Romana Ingardena (1934–1937). Podczas II wojny światowej wraz z mężem działała w ruchu oporu. W 1944 roku, po upadku powstania warszawskiego, małżonkowie zostali wywiezieni do obozu w Niemczech, skąd udało im się zbiec do Francji. Do Polski powrócili w 1949 roku.
W latach 1951–1968 była kierownikiem redakcji i sekretarzem komitetu redakcyjnego wydawanej przez PWN Biblioteki Klasyków Filozofii. Opublikowała m.in. książkę o Sokratesie oraz 1. tom zredagowanego przez siebie Słownika filozofów. Odsunięta od pracy wydawniczej i redakcyjnej na fali czystek po wydarzeniach marcowych w 1968 roku.